# Crivac
Crivac je naselje u općini Muć, u Splitsko-dalmatinskoj županiji. 

## Zemljopis
Naselje se nalazi sjevero-zapadno od Bračevića i jugozapadno od mjesta Pribude.
Zaseoci su Dolac Crivački i Vrba.

## Ime
Ime Crivac dolazi od ikavskog oblika imenice crijevac, roda biljaka iz porodice karanfila (klinčića), latinskog naziva Stellaria. Moguće je i da se u crijevastu izgledu zaravni na kojoj je ovo naselje krije odgovor o porijeklu imena naselja. Naziv Crivac javlja se u austrijskom zemljišniku iz 1835. godine.

## Stanovništvo
| broj stanovnika | 438   | 439   | 487   | 495   | 592   | 590   | 580   | 674   | 648   | 618   | 587   | 643   | 609   | 472   | 411   | 310   | 290   |
|                 | 1857. | 1869. | 1880. | 1890. | 1900. | 1910. | 1921. | 1931. | 1948. | 1953. | 1961. | 1971. | 1981. | 1991. | 2001. | 2011. | 2021. |